# Estado Islâmico (Iêmen)
O Estado Islâmico (Wilayah al-Yemen) é um dos ramos do grupo islâmico militante Estado Islâmico (Daesh) que opera no Iêmen. O Estado Islâmico anunciou a formação do grupo em 13 de novembro de 2014. 

## Histórico
Em 13 de novembro de 2014, o Estado Islâmico anunciou que uma filial do grupo havia sido estabelecida no Iêmen, após juramentos de fidelidade feitos por militantes não identificados no país. A al-Qaeda na Península Arábica (AQPA), o grupo militante mais forte no país, rejeitou este estabelecimento.  Em dezembro daquele ano, o Estado Islâmico começou a construir uma presença ativa dentro do Iêmen, e sua campanha de recrutamento o conduziu a uma situação de concorrência direta com a AQPA.   O primeiro ataque do ramo ocorreu em março de 2015, quando realizou atentados suicidas em duas mesquitas xiitas na capital iemenita.  Nos meses seguintes, continuou executar ataques destinados em grande parte a alvos civis associados ao movimento xiita Houthi. 
A estrutura organizacional das províncias do Iêmen estão divididas em subunidades com bases geográficas. Pelo menos sete sub-wilayah separadas, nomeadas conforme as divisões administrativas existentes no Iêmen, tem reivindicado a autoria pelos ataques no Iêmen, incluindo as províncias de Saná, Lahj, Shabwa, Hadramaute e al-Bayda.  O grupo tem conseguido atrair recrutas, apelando para o intensificado sectarismo no país após a eclosão da Guerra Civil Iemenita em 2015.  Tem recebido diversos desertores da al-Qaeda na Península Arábica, que são atraídos pelo dinheiro do grupo e pela sua capacidade de realizar ataques periódicos contra os houthis. Isto conduziu a um aumento das tensões com a AQPA, embora ambos os lados evitassem confrontos até finais de 2015. 
Em 6 de outubro de 2015, os militantes do Estado Islâmico realizaram uma série de atentados suicidas em Áden que mataram 15 soldados associados com o governo de Hadi e a coalizão liderada pelos sauditas.  Os ataques foram dirigidos contra o hotel al-Qasr, que havia sido sede para as autoridades pró-Hadi, e também instalações militares.  O grupo realizou novos ataques contra as forças pró-Hadi, incluindo o assassinato do governador de Áden em dezembro de 2015.  O grupo sofreu uma grande divisão no mesmo mês, quando dezenas de seus membros, incluindo líderes militares e religiosos, rejeitaram publicamente o líder do Estado Islâmico no Iêmen por violações percebidas da sharia. O comando central do Estado Islâmico condenou os dissidentes, acusando-os de violar sua lealdade a al-Baghdadi. 